# Milad Salem
Milad Salem Nahimi (född 3 mars 1988) är en afghansk fotbollsspelare som för närvarande spelar för SV Elversberg och det Afghanska landslaget, där han debuterade den 2008.